# Pseudonautia valida
Pseudonautia valida är en insektsart som först beskrevs av Morgan Hebard 1923.  Pseudonautia valida ingår i släktet Pseudonautia och familjen Romaleidae. Inga underarter finns listade i Catalogue of Life.